# Mizrahì
Mizrahì, o mizrahìm (dall'ebraico misrach, "oriente"), a volte anche ebrei arabi, è un'espressione che identifica quelle comunità ebraiche originarie del Medio Oriente e del Maghreb. L'espressione comprende gruppi ebraici molto diversi tra loro dal punto di vista etnico, linguistico, culturale e religioso, tra cui gli ebrei iraniani, gli ebrei curdi, gli ebrei iracheni, gli ebrei siriani, gli ebrei yemeniti, gli ebrei georgiani, gli ebrei della montagna, gli ebrei di Bukhara, gli ebrei berberi, gli ebrei libanesi, i sefarditi e i romanioti. Spesso l'espressione viene estesa anche ai falascià, ai Bene Israel e agli ebrei di Cochin. Fino alla prima metà del XX secolo l'espressione identificava gli ebrei aschenaziti orientali.

## Storia
L'identità mizrahì si rafforzò in seguito all'esodo ebraico dai paesi arabi; i migranti, giunti in Israele, dovettero infatti vivere vicissitudini comuni, dal momento che vennero concentrati nelle aree più periferiche del Paese e nelle ma'abara, in contrapposizione agli aschenaziti laici che dominavano le istituzioni israeliane. Le discriminazioni che i membri di queste comunità dovettero affrontare generarono tensioni etniche, in particolare in occasione dei moti di Wadi Salib e della nascita delle Pantere Nere. La destra, guidata da Menachem Begin, raccolse negli anni 1970 il supporto dei mizrahì. A partire dagli anni 1950 si generò una cultura mizrahì, soprattutto in ambito musicale; la musica mizrahì, fortemente influenzata dalla musica araba e inizialmente osteggiata dalle istituzioni israeliane, riuscì a sfidare il dominio della cultura occidentale in ambito israeliano.

## Sociologia
Nel XXI secolo, benché si sia accorciato, sussiste ancora un divario socioeconomico e culturale tra gli aschenaziti laici e i mizrahì. Dal punto di vista religioso, gran parte dei mizrahì si identificano come tradizionalisti o religiosi, a differenza degli aschenaziti, per la grande maggioranza laici. Il mondo ultraortodosso è invece dominato dagli aschenaziti, anche se vi è una minoranza mizrahì. I mizrahì fanno riferimento al Rishon LeZion, una delle due guide del Gran Rabbinato d'Israele. Politicamente, mentre gli aschenaziti laici si identificano nella sinistra o nel centro e sono più accondiscendenti relativamente al conflitto israelo-palestinese, i mizrahì si identificano in maggioranza nella destra. Tra i mizrahì ultraortodossi domina il  partito Shas. Alcuni intellettuali e attivisti mizrahì si identificano come ebrei arabi; in Israele Sami Michael, Shimon Ballas e Samir Naqqash dettero un importante contributo alla letteratura araba.

## Gli "ebrei arabi"
I mizrahì sono spesso definiti anche "ebrei arabi", sebbene non tutti siano originari di paesi di cultura e lingua araba. Il termine ha un connotato a volte spregiativo, venendo utilizzato dagli ebrei di provenienza occidentale per riferirsi in termini negativi a quelli provenienti dagli Stati mediorientali. Ancora nel XXI secolo permangono in Israele forti stereotipi riguardo agli ebrei arabi, ritenuti spesso retrogradi, maschilisti e ignoranti, che portano inevitabilmente a tensioni sociali tra di essi e il resto della società israeliana, soprattutto la componente aschenazita. In virtù della loro storia socioculturale, gli ebrei arabi si sono spesso proposti come mediatori durante il prolungato conflitto arabo-israeliano, sebbene le frange più accanitamente anti-arabe siano pure di origine mizrahì.
Comunità consistenti di ebrei arabi propriamente detti (ovvero risiedenti in paesi arabi) rimangono solo in Marocco e Tunisia, mentre le altre nazioni mediorientali nel tempo hanno favorito oppure forzato l'esodo degli ebrei arabi verso Israele.